# Villa María (Río Negro)
Ne doit pas être confondu avec Villa María (San José).
Villa María est une ville de l'Uruguay située dans le département de Río Negro. Sa population est de 199 habitants.

## Population
| Année | Population |
| ----- | ---------- |
| 1963  | 307        |
| 1975  | 220        |
| 1985  | 208        |
| 1996  | 184        |
| 2004  | 199        |

Référence,.